# Plonk
Plonk ist ein aus dem Usenet stammender Ausdruck dafür, dass man einen bestimmten anderen Benutzer dem eigenen Killfile zugefügt hat, mit der Folge, dass die Einträge dieses Benutzers einem selbst nicht mehr angezeigt werden. Plonk ist ein lautmalerisches Wort für das Geräusch, das der „Aufschlag“ im Killfile erzeugt. Das zugehörige Verb plonken bezeichnet das Eintragen einer Adresse ins Killfile (plonken ist nicht zu verwechseln mit plenken, dem Verwenden überzähliger Leerzeichen).

## Etymologie

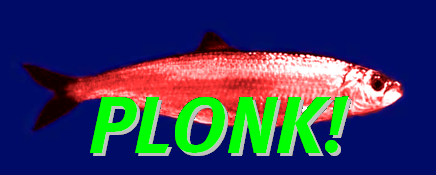
Plonk-Warnung (mit rotem Hering)

Die erste aufgezeichnete Verwendung stammt vom 10. November 1989.
Üblicherweise versteht man plonk im Usenet (und nur dort) auch als Abkürzung für: „please leave our newsgroup, kid“, also als Ansage, dass derjenige, an den diese Äußerung gerichtet ist, nicht erwünscht ist. Häufig wird es dort gegen sogenannte Trolle verwendet. Anderswo hat das Wort auch die Bedeutung „put lamer on killfile“.